# Meridià 160 a l'oest
El meridià 160 a l'oest de Greenwich és una línia de longitud que s'estén des del pol Nord travessant l'oceà Àrtic, Amèrica del Nord, l'oceà Pacífic, Oceania, l'oceà Antàrtic, i l'Antàrtida fins al pol Sud.
El meridià 160 a l'oest forma un cercle màxim amb el meridià 20 a l'est. Com tots els altres meridians, la seva longitud correspon a una semicircumferència terrestre, uns 20.003,932 km. Al nivell de l'Equador, és a una distància del meridià de Greenwich de 17.808 km.

## De Pol a Pol
Començant en el pol Nord i dirigint-se cap al pol Sud, aquest meridià travessa:
| Coordenades                               | País, territori o mar | Notes |
| ----------------------------------------- | --------------------- | --- |
| 90° 0′ N, 160° 0′ O / 90.000°N,160.000°O  | Oceà Àrtic            | |
| 71° 34′ N, 160° 0′ O / 71.567°N,160.000°O | Mar dels Txuktxis     | |
| 70° 40′ N, 160° 0′ O / 70.667°N,160.000°O | Estats Units          | Alaska |
| 58° 53′ N, 160° 0′ O / 58.883°N,160.000°O | Mar de Bering         | Badia de Bristol |
| 56° 29′ N, 160° 0′ O / 56.483°N,160.000°O | Estats Units          | Alaska — Península d'Alaska |
| 55° 48′ N, 160° 0′ O / 55.800°N,160.000°O | Oceà Pacífic          | Passa a l'est de l'illa Karpa, Alaska, Estats Units (a 55° 31′ N, 160° 1′ O / 55.517°N,160.017°O) · Passa a l'est de l'illa Andronica, Alaska, Estats Units (a 55° 19′ N, 160° 1′ O / 55.317°N,160.017°O) |
| 55° 12′ N, 160° 0′ O / 55.200°N,160.000°O | Estats Units          | Alaska — Illa Nagai |
| 55° 2′ N, 160° 0′ O / 55.033°N,160.000°O  | Oceà Pacífic          | Passa a l'oest de l'illa de Kauai, Hawaii, Estats Units (a 22° 1′ N, 159° 48′ O / 22.017°N,159.800°O) · Passa a l'est de l'illa de Niihau, Hawaii, Estats Units (at 21° 59′ N, 160° 3′ O / 21.983°N,160.050°O) · Passa a l'est de l'illa Jarvis, Illes d'Ultramar Menors dels Estats Units (a 0° 23′ S, 160° 1′ O / 0.383°S,160.017°O) · Passa a l'oest de l'illa Aitutaki, Illes Cook (a 18° 54′ S, 159° 50′ O / 18.900°S,159.833°O) · Passa a l'oest de l'illa Rarotonga, Illes Cook (a 21° 12′ S, 159° 49′ O / 21.200°S,159.817°O) |
| 60° 0′ S, 160° 0′ O / 60.000°S,160.000°O  | Oceà Antàrtic         | |
| 77° 59′ S, 160° 0′ O / 77.983°S,160.000°O | Antàrtida             | Dependència de Ross, reclamat per Nova Zelanda |